# Sera (Hiroshima)
Sera (世羅町?) è una cittadina giapponese della prefettura di Hiroshima.